# Öffentlicher Bau
Der öffentliche Bau umfasst alle Baumaßnahmen an Bauten, die öffentlichen Zwecken dienen oder überwiegend zur Ausübung staatlicher und kommunaler Funktionen benötigt werden. Differenzierter betrachtet, kann zwischen dem öffentlichen Hochbau (beispielsweise Schulen und Krankenhäuser) und dem öffentlichen Tiefbau (beispielsweise Straßen und Abwasserkanäle) unterschieden werden. Zusammen mit dem Wohnungsbau und dem Wirtschaftsbau bildet der öffentliche Bau das Bauvolumen der Bauwirtschaft.

## Auftraggeber
Im öffentlichen Bau treten folgende Auftraggeber auf:
- Organisationen ohne Erwerbszweck
- Kirchen, Vereine, Verbände, Gewerkschaften, Parteien, Hilfsorganisationen und ähnliche Vereinigungen
- Körperschaften des öffentlichen Rechts
- Bund, Länder, Gemeinden, Sozialversicherungen und Zweckverbände, deren Mittel überwiegend aus öffentlichen Abgaben stammen.

## Ländervergleich
Nachfolgend die Ausgaben für den öffentlichen Bau im Jahre 2014 im Vergleich:
- Deutschland 27,9 Mrd. Euro[2]
- Österreich 6,1 Mrd. Euro[3]
- Schweiz 6,8 Mrd. Euro (8,2 Mrd. CHF)[4]